# Parastomoxys mossambicus
Parastomoxys mossambicus är en tvåvingeart som beskrevs av Zumpt 1973. Parastomoxys mossambicus ingår i släktet Parastomoxys och familjen husflugor.
Artens utbredningsområde är Moçambique. Inga underarter finns listade i Catalogue of Life.